# هونغ لينغ (كيمياء حيوية)
هونغ لينغ  (بالصينية: 红凌) (27 تشرين ثاني/نوفمبر 1966 - 7 شباط/فبراير 2020) هو عالم كيمياء حيوية صيني وأستاذ في كلية علوم الحياة والتكنولوجيا بجامعة هواتشونغ للعلوم والتكنولوجيا.[بحاجة لمصدر] وكان عضوا في جمعية المواد النانوية التابعة للجمعية الصينية لمكافحة السرطان، ومنسقا وطنيا وممثلا قانونيا للتحالف الصيني لأبحاث الأمراض النادرة، ومستشار حامل لدرجة الدكتوراه وباحثًا في تشوتيان، وعضوًا  في جامعة هواتشونغ للعلوم والتكنولوجيا اللجنة الأكاديمية.
كان هونغ لينغ أيضا محكم في جائزة العلوم الوطنية الصينية، ومحكم  في المؤسسة الوطنية للعلوم الطبيعية في الصين.[بحاجة لمصدر][بحاجة لمصدر]

## سيرته الشخصية
ولد هونغ لينغ في 27 نوفمبر 1966 في ووهان، هوبي. حصل على درجة البكالوريوس في علم الأحياء من جامعة ووهان في عام 1987، وحصل على درجة الدكتوراه في الكيمياء الحيوية من جامعة أريزونا في الولايات المتحدة في ديسمبر/كانون أول عام 1994. ومن يناير/كانون ثاني من عام 1995 إلى عام 1999، عمل في أبحاث ما بعد الدكتوراه في قسم علم الأحياء والجزيئات والخلية في جامعة كاليفورنيا، بيركلي، وفي الأكاديمية الوطنية للعلوم في الولايات المتحدة، وأستاذا فخريا في ماكأرثر، ونائب رئيس معهد هوارد هيوز الطبي، بتوجيه من جيرالد إم روبين، الذي يعمل في البنية الوراثية وأبحاث الجينوم الوظيفي.
منذ عام 1999، عمل هونغ لينغ كعالم في مختبر لورانس بيركلي الوطني في كاليفورنيا، حيث بحث في علم الجينوم الوظيفي للثدييات. وفي عام 2007، عاد إلى الصين للعمل كأستاذ ومشرف دكتوراه في كلية علوم الحياة والتكنولوجيا، جامعة هواتشونغ للعلوم والتكنولوجيا.

## وفاته
توفى هونغ لينغ عن عمر يناهز 54 عاما بسبب مرض فيروس كورونا (COVID-19) في 7 فبراير 2020.[بحاجة لمصدر]